# Anoploscelus lesserti
Anoploscelus lesserti é uma espécie de aranha pertencente à família Theraphosidae. Endêmica da Uganda.